# Louis Houtain
Louis Houtain, né le 12 mai 1828 à Liège et mort dans sa ville natale le 3 juin 1880, est un physicien et mathématicien belge. Il est aussi professeur de construction, charpente et coupe de pierres (section d'architecture) à l'Académie royale des beaux-arts de Liège de 1860 à 1870 et directeur de l'École industrielle de Liège de 1862 à 1870.

## Biographie
Louis Joseph Houtain, né le 12 mai 1828 à Liège, est le fils de Jean Louis Houtain et Anne Josephe Plantin. En 1863 il épouse Charlotte Maria Folie, avec qui il a quatre enfants dont trois décèdent en bas âge,,,.
Il se forme et obtient son doctorat en sciences physiques et mathématiques, présentant un mémoire intitulé Des solutions singulières des équations différentielles, primé au concours universitaire 1851-1852. Par après, il exerce de professeur mais aussi de directeur de 1862 à 1870 de l'École industrielle de Liège,, et il s'occupe de la création de chemins de fer, entre autres du chemin de fer Liégeois-Limbourgeois dont il obtient la concession,.
Avec la modification du programme des cours de l'Académie royale des beaux-arts de Liège par arrêté royal du 15 septembre 1859, un nouveau cours de construction, charpente et coupe de pierres est créé dans la section d'architecture et confié à Louis Houtain en 1860,. L'architecte Érasme Bernard le remplace en 1870,.
Il meurt le 3 juin 1880 dans sa ville natale,.